# Labre
|  | Per a altres significats, vegeu «Benoît-Joseph Labre». |

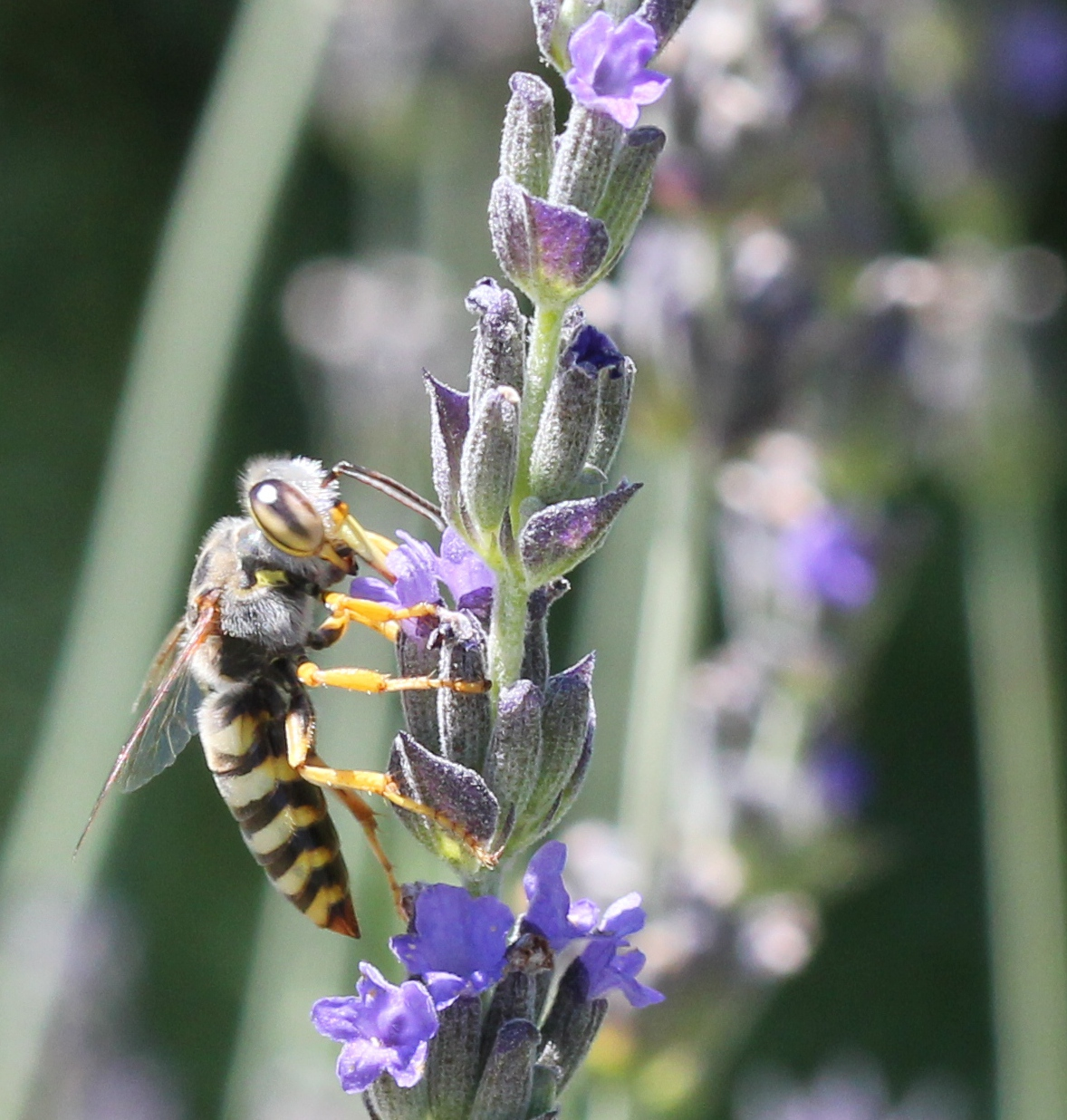
Femelles d'una espècie sense identificar de Bembix recollint nèctar. El seu labre és llarg i està per sobre de la mandíbula

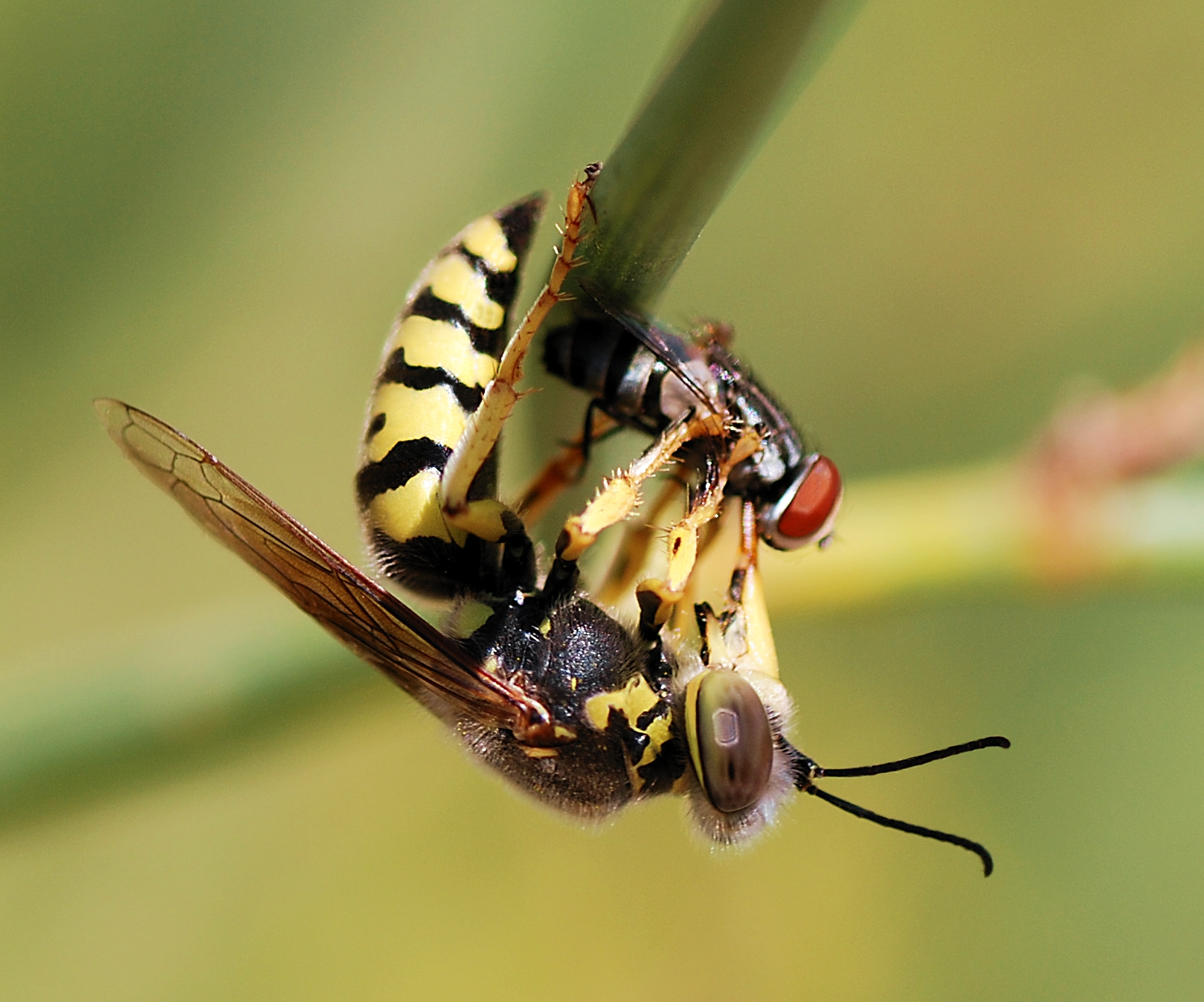
Bembix rostrata fent servir el seu labre per xuclar la sang d'una mosca

El labre (en llatí i alguns altres idiomes labrum) és una estructura com una solapa que es troba immediatament enfront de la boca en gairebé tots els euartròpodes que existeixen actualment. En entomologia el labre és el llavi superior d'un insectes, el llavi inferior es diu labium.

## Classificació
El labre està innervat en els crustacis i els insectes en el tritocerebrum, és a dir, la part de darrere del cervell. Tanmateix, en el desenvolupament sovint apareix en la part anterior del cap, i migra cap enrere cap a la seva posició d'adult. Sovint apareix com una estructura bilobulada, amb un conjunt de músculs, nervis i expressió gènica en gran manera similar a la d'un apèndix.